# El Rubio
El Rubio – gmina w Hiszpanii, w prowincji Sewilla, w Andaluzji, o powierzchni 20,8 km². W 2011 roku gmina liczyła 3573 mieszkańców.
Początki El Rubio nie są dobrze znane i podejrzewa się, że jego nazwa mogła pochodzić ze starożytnej rzymskiej osady, chociaż wydaje się, że pochodzi od starego nazwiska, które nadało jej nazwę domowi wiejskiemu, domowi wiejskiemu El Rubio, który pojawił się w podbitych zaludnionych miejscach do Arabów.